# Asbjørn Andersen
Asbjørn Andersen (31 dicembre 1922 – 20 dicembre 1970) è stato un calciatore norvegese, di ruolo attaccante.

## Carriera

### Club
Andersen vestì la maglia del Vålerengen.

### Nazionale
Andersen giocò una partita per la Norvegia. Il 24 giugno 1953, infatti, fu schierato in campo nella sconfitta per 2-3 contro il Saar.